# 李笛
李笛（：／ I Jeok；本名：李東俊；1974年2月28日—），是韓國的流行音樂人。

## 個人資料

### 教育
- 首爾大學 社會學學士
- 盤浦高等學校（朝鲜语：반포고등학교）
- 永同中學
- 瑞二小學

### 家庭關係
- 李笛在家中排行第二，2007年12月與芭蕾舞蹈員鄭玉喜（정옥희，音譯）結婚。
- 李笛的母親朴惠蘭（박혜란，音譯）是一位有名的學者。
- 李笛兄弟三人也是首爾大學校友。
- 李笛的弟弟李東允以製作人的身份，參與製作MBC劇集《最佳愛情》[1]。
- 李笛的女兒在2010年4月30日出生，名字是世茵（세인，音譯）。

## 音樂活動
1995年，李笛與金振彪（김진표，音譯）組成Panic出道。Panic首張專輯《蝸牛（달팽이）》在當時的網絡上大受歡迎，晉升人氣組合的行列。與大部分歌曲描寫美麗的愛情不同，比起歌曲本身，更富有人的情緒的獨特的歌詞，得到了很大的反響。1996年，Panic發表正規二輯《下（밑）》，展現了強烈的音樂性，並於同年12月，獲得韓國影像唱片大獎。
1997年8月，在Panic第二張專輯後暫時的空白期間，李笛與Exhibition成員金東律組成Carnival發表專輯。主打歌《那時不同（그땐 그랬지）》、《鵝之夢（거위의 꿈）》、《抱緊她（그녀를 잡아요）》等擁有廣闊的粉絲層，使得李笛連續2年獲影像唱片大獎。1998年5月，Panic發表第三張專輯《Sea Within》，雖然《我舊抽屜裡的海洋（내 낡은 서랍 속의 바다）》、《尋找隱藏的圖畫（숨은 그림 찾기）》等歌曲獲得很好的回響，但此後兩人暫時中斷合作活動，李笛推出首張個人專輯《Dead End》，主打曲《Rain》受到了很多人的喜愛，但李笛對自己的一輯並不太滿意。之後，李笛與정원영、한상원、강호정、이상민、정재일組成六人放克搖滾樂隊GIGS（긱스），由李笛擔任主唱。2002年，GIGS發表正規二輯《小區樂隊（동네 음악대）》，以舉行公演而非出演放送節目為重心，開始活動。
2003年，李笛結束2年半的公益勤務要員服務（服兵役）後推出第二張個人專輯《2輯》。在第二張專輯由李笛與정재일、夏林、Big Mama、金振彪、金倫我等許多音樂家們共同參與，發表了完成度很高的音樂專輯。此外，李笛演唱了電視劇《好人》的主題曲－《流浪者（방랑자）》，在與Big Mama、輝星、SE7EN一起參與慈善演唱會等活動中，都展現了他活潑的模樣。
2005年12月，李笛和金振彪再度合作，推出Panic的四輯《Panic 04》，也獲得了爆發性的反響。2006年，因為成員金振彪因離婚而退出Panic，在4月演唱會結束後再次暫時中斷了活動。
2007年4月，個人三輯《（木頭做的歌）》是以鋼琴和木吉他以及小型樂隊的樸素的音樂組成的，再次獲得了很高的人氣。同年7月至9月，在大學路的小劇場舉行多次公演，在演出的25天內，獲得近萬名觀眾的呼聲。該專輯獲2008年第5屆韓國音樂大獎（年度唱片、年度歌曲、最佳流行歌曲、最佳流行唱片部門獲獎。）
2010年9月30日，發表第四張專輯《愛情》。
2011年7月，在《無限挑戰西海岸高速公路歌謠祭》中，與劉在石組成《下垂的蝸牛（처진 달팽이）》，發表《狎鷗亭 瀟灑哥（압구정 날라리）》及《言之命至（말하는 대로）》兩曲。
2013年11月15日，個人專輯《孤獨的意義》發表，主打歌《謊言 謊言 謊言》（거짓말 거짓말 거짓말）在KBS 《音樂銀行》中獲得第一位。

## 音樂以外的活動
1996年12月起，接任李文世主持的MBC節目《星光閃耀的夜晚（별이 빛나는 밤에）》，擔任了約兩年的時間；2000年，主持MBC FM《李笛的FM+（이적의 FM+）》
2004年至2005年10月，主持KBS FM《李笛的Dream On（이적의 Dream On）》等電台節目。
2007年6月至2008年2月，主持SBS TV Program《李笛的音樂空間（이적의 음악 공간）》
2008年2月至2009年3月，主持SBS POWER FM《李笛的TenTenClub（이적의 텐텐클럽）》。
2005年5月，發表奇幻小說集《指紋獵人（지문 사냥꾼）》。該書由12篇短篇小說結集而成，都是李笛於2002年時在個人網站中偶爾創作的。因為他的想像力和強烈的敘事結構，在粉絲和讀者中都獲得了很高的人氣。2007年，此書的其中一篇《제불찰 씨 이야기》被製作成動畫。
2011年參演《High Kick 3！短腿的反擊》，初次以演員身份活動。
2013年，李笛擔任《日晚－爸爸！你要去哪裡？》的旁白。
2024年，李笛擔任《相似you》的固定班底

## 專輯

### 正規專輯
- 5輯 《孤獨的意義（朝鲜语：고독의 의미）》（2013年11月15日）
- 4輯 《愛情（朝鲜语：사랑 (이적의 음반)）》（2010年9月30日）
- 3輯 《木頭做的歌（朝鲜语：나무로 만든 노래 (음반)）》（2007年4月19日）
- 2輯 《2輯（朝鲜语：2적）》（2003年5月16日）
- 1輯 《Dead End（朝鲜语：Dead End）》（1999年6月26日）

### Panic
- Panic 4輯 《Panic 04》（2005年12月8日）
- 《Best Of Panic》（2000年）
- Panic 3輯 《Sea Within》（1998年5月16日）
- Panic 2輯 《下》（1996年2月17日）
- Panic 1輯 《蝸牛》（1995年10月7日）

### 其他參與專輯
- 無限挑戰《西海岸高速公路歌謠祭》（2011年7月7日）：與劉在錫組成組合「下垂的蝸牛」，並創作歌曲《狎鷗亭小混混》和《言之命至》
- Deulgukhwa（朝鲜语：들국화 (밴드)） : 致敬 - A Tribute To Deulgukhwa （2001年，Universal Music）
- GIGS 2輯 《小區樂隊》（2000年10月14日）
- GIGS 1輯 《노올자》（1999年11月27日）
- 李笛&金東律 Project Album 《Carnival》（1997年8月9日）

## 其他活動

### 電視劇
- MBC《High Kick 3！短腿的反擊》飾李笛 （2011年-2012年）

### 綜藝
- MBC 《來玩吧（朝鲜语：공감토크쇼 놀러와）》EP313-314 嘉賓（2011年）
- MBC 《無限挑戰》Ep247-248、Ep253-256: 西海岸高速公路歌謠祭 嘉賓（2011年7月）
- MBC 《黃金漁場 Radio Star》EP200 嘉賓（2011年8月24日）
- MBC 《無限挑戰 介•醜•友慶典》 嘉賓 Ep304-306（2012年11月）
- MBC 《爸爸！你要去哪裡？》旁白（2013年）
- Mnet《放送之敵》主持人（2013年）
- SBS 《Running Man》EP176 嘉賓（2013年12月15日）
- TvN 《花樣青春》演出成員（2014年8月1日－2014年9月5日）
- MBC 《無限挑戰》Ep435、Ep438-439: 無限挑戰歌謠祭 嘉賓（2015年7月）
- MBC 《無限挑戰》Ep480-482: 婚禮特輯 嘉賓（2016年5月）
- MBC《隱秘而偉大》主人公 EP1（2016年12月4日）
- tvN《善茶坊》主持人（2018年）
- Netflix 《Busted! 明星來解謎 》EP6（2018年5月18日） 飾演 天才偵探團的偵探
- Netflix《明星來解謎 (第二季) 》EP4（2019年11月8日） 飾演天才偵探團的偵探
- MBC《玩什麼好呢 》 劉plash(유플래쉬)系列(2019年)
- KBS《相似you》系列(2024年) 固定班底

## 獎項

### 大型頒獎禮獎項
| 年份 | 獎項 |
| ---- | --- |
| 2008 | - 第5屆Korean Music Awards－最佳流行歌曲獎《It's Fortunate》、最佳流行專輯獎《木頭做的歌》、年度專輯獎《Wooden song》 |
| 2016 | - 第18屆Mnet Asian Music Awards－最佳OST 獎(不要擔心、《回答吧1988》)                                                 |

### 音樂節目獎項
| 年份   | 日期     | 電視台 | 節目名稱 | 獲獎歌曲       | 排名 |
| ------ | -------- | ------ | -------- | -------------- | ---- |
| 2013年 | 11月29日 | KBS    | 音樂銀行 | 謊言 謊言 謊言 | 1位  |

## 著作
- 《指紋獵人（지문 사냥꾼）》（2005年）

## 備註
1. ↑  금빛나 기자, "이적 동생 최고의 사랑 이동윤 PD 화제 ‘역시 우월한 유전자’ （页面存档备份，存于）", 《아츠뉴스》, 2011년 8월 25일 작성.

## 外部連結
- 官方网站
- 李笛的X（前Twitter）
- 李笛的Instagram帳戶